# 유엽도

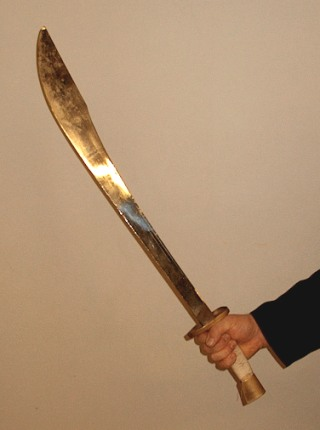
중국 곡마단에서 쓰이는 유엽도 형태의 복제품

유엽도(중국어: 柳葉刀, 직역: 버들잎 칼)는 명나라와 청나라 시대의 군사용 주 무기로 사용된 도의 일종이다. 몽골식 곡도가 기원으로 알려진 유엽도는 명나라 시대에 가장 인기 있는 한손 시미터 유형으로 남아 군대에서 검의 역할을 대체했다. 많은 중국 무술 유파가 원래 이 무기를 훈련했다.
이 무기는 칼날 길이를 따라 적당한 곡선이 특징이다. 이는 절단과 베기의 위력을 높이는 동시에 찌르기 능력을 감소시킨다(비록 여전히 동일하게 꽤 효과적이지만). 칼자루는 일반적으로 직선이지만 18세기부터 아래쪽으로 다시 구부러질 수 있다. 무게는 0.91~1.36kg(2~3파운드)이고 길이는 91~99cm(36~39인치)이다.
많은 사례에는 칼날의 목 부분에 툰코(tunkou)라고 불리는 장식된 칼라가 있는 경우가 많다. 이는 이전 디자인의 스타일을 그대로 유지한 것이다.
한국에서는 형태가 완전 다른 우미도를 유엽도로 잘못 부르는 사례가 많다.

## 같이 보기
- 도 (중국)
- 우미도

## 참고 문헌
- Tom, Philip M. W. (2001). “Some Notable Sabers of the Qing Dynasty at the Metropolitan Museum of Art”. 《Metropolitan Museum Journal》 36: 11, 207–222. doi:10.2307/1513063. JSTOR 1513063. S2CID 191359442.
- Tom, Philip with Scott M. Rodell (February 2005). "An Introduction to Chinese Single-Edged Hilt Weapons (Dao) and Their Use in the Ming and Qing Dynasties". Kung Fu Tai Chi, pp. 76–85

- Dekker, Peter. Liǔyèdāo (柳葉刀) glossary article. First published 2019. https://www.mandarinmansion.com/glossary/liuyedao